# Font del Noi dels Càntirs
La Font del Noi del Càntir és una font noucentista de Sabadell (Vallès Occidental) inclosa a l'Inventari del Patrimoni Arquitectònic de Catalunya.

## Descripció
Font pública d'estil noucentista. Consta d'una base i d'una pica de pedra massissa, sobre la qual hi ha un gran capitell jònic que suporta la figura metàl·lica bufant un càntir.

## Història
En el seu origen aquesta font estava col·locada a la Plaça del Doctor Robert. Fou traslladada al seu lloc actual l'any 1949.